# Wiesław Urbański
Wiesław Urbański (ur. 21 września 1957 w Pajęcznie, zm. 30 stycznia 2023) – polski polityk i menedżer, działacz opozycji antykomunistycznej w okresie PRL.

## Życiorys
Ukończył Technikum Zawodowe w Częstochowie. W latach 1979–1985 był studentem Uniwersytetu Łódzkiego (prawo i historia), ostatecznie na tej uczelni ukończył studia z zarządzania (1996). Od 1979 współpracownik lub członek organizacji opozycyjnych – Ruchu Obrony Praw Człowieka i Obywatela oraz Ruchu Młodej Polski. Członek Rady Programowej Ruchu Młodej Polski. Uczestnik manifestacji 11 listopada 1979 i „katyńskiej” w kwietniu 1980. Współzałożyciel Niezależnego Zrzeszenia Studentów Uniwersytetu Łódzkiego, a następnie Wiceprzewodniczący i Przewodniczący Komisji Uczelnianej NZS UŁ. Delegat na I Krajowy Zjazd Delegatów NZS w Krakowie. Współorganizator strajku studentów Łodzi w 1981. 21 stycznia 1981, wraz z Wojciechem Walczakiem ogłosił strajk na UŁ. Współautor wielu postulatów politycznych oraz negocjator ze stroną rządową. Współorganizator demonstracji w obronie więźniów politycznych w maju 1981 roku. Organizator kolportażu pism: „Bratniak”, „Veto”, „Opinia”. Współorganizator manifestacji patriotycznych z okazji 3 Maja i 17 września. 2 maja 1981 pobity przez tzw. „nieznanych sprawców”.
Internowany w stanie wojennym, od 13 grudnia 1981 do 23 lipca 1982, w Łęczycy i Łowiczu. Uczestnik głodówki protestacyjnej w ZK w Łęczycy w grudniu 1981. Po wyjściu z internowania działał w strukturach podziemnych Solidarności. Współpracował m.in. z MKK „Jesteśmy”, Grupą Roboczą „S”, RKW „S” Ziemi Łódzkiej. Do 1985 uczestniczył w działaniach Ruchu Młodej Polski, a następnie Konfederacji Polski Niepodległej. W listopadzie 1982, wraz z Rafałem Kasprzykiem, Mariuszem Dychto i Grzegorzem Dąbrowskim, organizował czterogodzinny strajk na UŁ na wezwanie podziemnej TKK, po rozwiązaniu przez władze PRL NSZZ „Solidarność”. Podczas swojej działalności był wielokrotnie zatrzymywany przez SB.
W latach 1988–1989 przebywał na emigracji w USA. Pracował m.in. jako dziennikarz radia polonijnego. Działał w Polskim Porozumieniu Niepodległościowym w Chicago. Współpracował m.in. z Andrzejem Czumą.
Po powrocie do Polski w 1989 pracował m.in. jako zastępca dyrektora oddziału „Ruch” SA w Łodzi, członek zarządu Polskiej Agencji Informacyjnej w Warszawie. Został członkiem ostatniej Komisji Likwidacyjnej RSW „Prasa-Książka-Ruch”. W latach 1990–1993 był prezesem ZW Porozumienia Centrum w Łodzi.
W 1997–2001 członek ZR AWS w Łodzi. W latach 2008–2012 współtworzył Stowarzyszenie Niezależni.
Pochowany w alei zasłużonych na cmentarzu Doły w Łodzi.

## Odznaczenia
Za swoją działalność został odznaczony m.in.: Medalem o Niepodległość i Prawa Człowieka, Krzyżem Oficerskim Orderu Odrodzenia Polski (2007) oraz Krzyżem Wolności i Solidarności (2016). Senat Uniwersytetu Łódzkiego nadał mu w 2011 medal Universitatis Lodziensis Amico. Pośmiertnie odznaczony przez Marszałka Senatu, Medalem Senatu RP.